# Yamaha Chip Controlled Throttle
YCC-T (Yamaha Chip Controlled Throttle) is een type bedieningssysteem van de gaskleppen op een motorfiets. Het werd geïntroduceerd op de Yamaha YZF-R6 in 2006.
Tot die tijd werden de gaskleppen bediend via een kabel vanaf het gashandvat. YCC-T is echter een fly-by-wire-systeem. De gaskabel is er nog steeds, maar gaat naar een Accelerator Position Sensor (APS), die de stand van het gashandvat doorgeeft aan een ECU (Elektronische Controle Unit). Deze ECU krijgt ook informatie van andere sensoren, zoals informatie over de lucht (temperatuur, luchtdruk, zuurstofgehalte), de krukas (positie en toerental) en de motortemperatuur. De metingen worden 1000 maal per seconde doorgestuurd. 
Na al deze metingen berekent de ECU de juiste stand van de gaskleppen en geeft deze door aan een servomotor, die vervolgens de gaskleppen bestuurt. De Throttle Position Sensor dient vervolgens als controle-instrument. 
Hoewel een fly-by-wire systeem geen gaskabels meer vereist, zijn er feitelijk nog twee: een tussen gashandvat en APS, en een tweede als back-up, uitsluitend om de gaskleppen te kunnen sluiten wanneer er een storing in het systeem zou zijn.